# Ginger Island

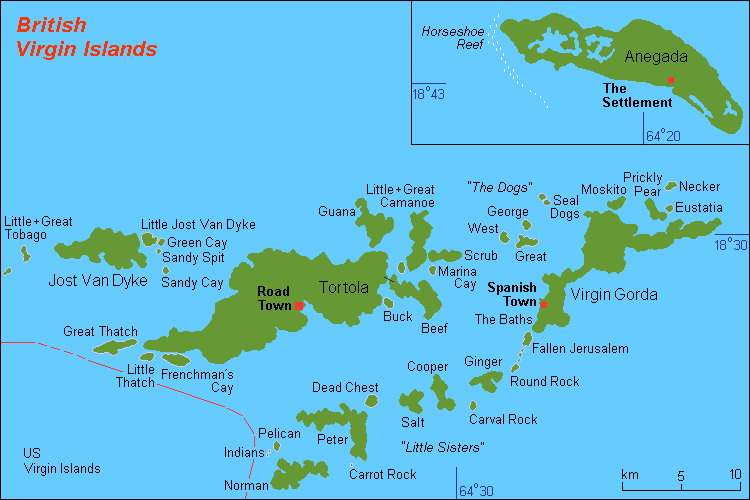
Brittiska Jungfruöarna

Ginger Island (engelska Ginger Island) är en ö i ögruppen Brittiska Jungfruöarna i Västindien som tillhör Storbritannien.

## Geografi
Ginger Island ligger i Karibiska havet ca 10 km sydöst om huvudön Tortola.
Ön är av vulkaniskt ursprung och har en areal om ca 2 km². Den nordöstra kusten är mycket brant och klippig. Den högsta höjden är på ca 350 m ö.h.
Ön saknar bofast befolkning men vid viken South Bay finns några ankarplatser.
Ön kan endast nås med fartyg och är en populär utflyktsort framför allt för dykning.

## Historia
Ginger Island upptäcktes 1493 av Christofer Columbus under sin andra resa till Nya världen.
1672 införlivades ön i den brittiska kolonin Antigua.
1773 blev ön tillsammans med övriga öar till det egna området Brittiska Jungfruöarna.
Idag är turism öns enda inkomstkälla.